# 全緒
全 緒（ぜん しょ、生没年不詳）は、中国三国時代の呉の武将。揚州呉郡銭唐県の人。父は全琮。子は全禕・全静・全儀。弟は全奇・全懌・全呉。従兄弟は全端ら。

## 生涯
全琮の長男として生まれる。幼き頃に名声を得て、朝廷の招聘を受け、揚武将軍・牛渚督を務めた。
赤烏4年（241年）の芍陂の役において、全緒・全端や張休・顧承が奮戦し軍を守りきり、反撃に転じる事ができたという。ところが、戦後の恩賞は張休・顧承に厚く、全氏一族に薄かった。そのため、張休・顧承らとの間に遺恨を生じた。
孫亮が即位すると、鎮北将軍に昇進した。建興元年（252年）の東興の戦いで、全緒は丁奉と共に先手を取って魏軍へ奇襲することを建策し、みずから兵を率いて魏の軍を打ち破った。戦いは呉軍の大勝となり、その功績によって亭侯に封じられた。
44歳で死去した。死後の太平2年（257年）、子の全禕・全儀らが所領を巡って内紛を起こし、母を連れて魏に亡命している。